# 云南素馨
云南素馨（学名：Jasminum yunnanense）是木犀科素馨属的植物，其种加词“yunnanense”意为“云南的”。中国特有植物。分布在中国大陆的云南等地，生长于海拔750米的地区，多生在河谷或灌丛，目前尚未由人工引种栽培。